# المسامح كريم (برنامج)
المُسامح كريم هو بَرنامج اجتماعي يقدمه الإعلامي اللبناني جورج قرداحي، مقتبس عن البرنامج الإيطالي المسامح بضين [الإنجليزية].. تتلخص فِكرة البرنامج بدعوة الضيف بادعاء أنه برنامج مسابقات ليفاجأ الضيف أنه أمام أحد خصومه ليقنعه جورج بمسامحة الطرف الأخر، يهدف البرنامج إلى التوفيق بين شخصين فرّق بينهما الزمن وظروف الحياة، حيث يَعمل البرنامج على الجَمع بين شخصين مُتخاصمين لسبب ما، من جميع أنحاء الوطن العربي، من أجل لم شملهما من جديد، فهو يجمع أفراد العائلة والأصدقاء ومصالحتهم وتنقية الأجواء بينهم، وإعادة الأمور إلى طبيعتها.